# SAT Khorat Open
Il SAT Khorat Open è stato un torneo professionistico di tennis giocato sul cemento, che faceva parte dell'ATP Challenger Tour. L'unica edizione fu disputata a Nakhon Ratchasima in Thailandia nel 2009.

## Albo d'oro

### Singolare
| Anno | Campione     | Finalista   | Punteggio |
| ---- | ------------ | ----------- | --------- |
| 2009 | Andreas Beck | Filip Prpic | 7–5, 6–3  |

### Doppio
| Anno | Campioni                           | Finalisti                             | Punteggio           |
| ---- | ---------------------------------- | ------------------------------------- | ------------------- |
| 2009 | Rohan Bopanna Aisam-ul-Haq Qureshi | Sanchai Ratiwatana Sonchat Ratiwatana | 6–3, 6(5)–7, [10–5] |